# Gloria Poyatos Matas
Gloria Poyatos Matas (Barcelona) es una magistrada de la Sala Social del Tribunal Superior de Justicia de Canarias desde 2016. Preside la Sala desde Marzo de 2025. Con anterioridad era magistrada del juzgado social número 1 de Arrecife (Lanzarote) donde también fue jueza decana del Partido Judicial. 
Ha publicado numerosos artículos jurídicos y de opinión en revistas jurídicas y en diarios especialmente en materia de perspectiva de género e infancia y adolescencia en la impartición de justicia. Dispone de un Blog en la edición española del Huffingtonpost. 
También es copresentadora desde 2017 del programa de Radio: “Juzgar con Perspectiva de género” de Onda Cero Radio Canarias.

## Trayectoria
Nacida en Barcelona obtuvo la licenciatura de Derecho en la Universidad de Barcelona en 1992, fue abogada laboralista en el Sindicato nacional CCOO desde 1992 a 2010. Profesora en la Escuela de práctica Jurídica del Ilustre Colegio de Abogados de Gerona hasta 2009. Y también fue profesora asociada en la Universidad de Gerona (2007-2008), donde obtuvo el Diploma de Estudios Avanzados (DEA). Doctora en Derecho por la Universidad de Murcia, con la tesis titulada: “Un método manejable para juzgar con perspectiva de género en el orden de lo social” que obtuvo la calificación de sobresaliente cum laudem (3 de mayo de 2022), dentro de los estudios de doctorado: “Programa de Doctorado en sociedad, desarrollo y relaciones Laborales”.
Accedió a la carrera judicial en mayo de 2010, siendo destinada al juzgado de lo social nº1 de Arrecife (Lanzarote), donde fue elegida magistrada decana del partido judicial de Arrecife en septiembre de 2013.
Promovió la creación de la Asociación Canaria de Iuslaboralistas (2013) que ha presidido, dirigiendo la organización de las jornadas laborales de Lanzarote que se celebran anualmente en la isla desde el año 2011.
En la actualidad es magistrada especialista en el orden jurisdiccional Social con plaza en el Tribunal Superior de Justicia de Canarias (Sala Social) desde mayo de 2016, tras la superación la convocatoria de concurso  para la provisión de plazas de magistrado especialista en el orden Jurisdiccional Social, aprobada por Acuerdo de la Comisión permanente del Consejo General del Poder Judicial de fecha 23 de diciembre de 2014.  
En junio de 2017, la sentencia dictada por el TSJ de Canarias de fecha 7 de marzo de 2017 (Recurso 1027/2016), de la que fue ponente recibió el premio internacional mallete de oro otorgado por la entidad Women's Link Worldwide a la resolución judicial que tuvo el impacto más positivo en la vida de las mujeres y niñas y en la protección de sus derechos.
El 2 de mayo de 2017 de nuevo fue ponente en la sentencia del TSJ Canarias en la que se reconocía la prestación a favor de familiares a la hija de una pensionista del  extinto Sistema SOVI, al interpretar el caso con perspectiva de género. Finalmente, el Tribunal Supremo confirmó esta sentencia canaria, en su sentencia de 29 de enero de 2020 integrando, como hizo la Sala Canaria, la perspectiva de género en la interpretación del Derecho.
En enero de 2019, fue la ponente del planteamiento ante el TJUE de cuestión prejudicial promovida por el TSJ de Canarias en la que se cuestionaba que el complemento de maternidad regulado en el art. 60 LGSS , en su redacción anterior a la reforma del RD-Ley 3/2021, podía discriminar a los hombres, al excluirlos incondicionalmente del acceso al complemento. Finalmente , el TSJ Canarias , siendo ponente la magistrada Gloria Poyatos, dictó en enero de 2020 , la primera sentencia en España en la que se reconocía a un hombre el complemento por maternidad.
En fecha  17 de diciembre de 2019, fue ponente de una nueva sentencia del TSJ de Canarias pionera en integrar las perspectivas de género e infancia en el reconocimiento de prestaciones por riesgo durante la lactancia natural a una trabajadora.
El 1 de  septiembre de 2020 , fue la ponente en  una sentencia del TSJ Canarias, en la que se integraban las perspectivas de género e infancia en el  análisis del ejercicio de derechos de conciliación familiar y laboral por una trabajadora para atender a su hijo de tres años, tras la reforma del  el RD-Ley 6/2019 . En la resolución se pondera, además de los derechos de la trabajadora y la empresa, también, el interés superior del menor, causante de la adaptación horaria solicitada por la madre. En la misma línea la sentencia  del TSJ Canarias de 11 de enero de 2024  y de  18 de enero de 2024 , y diversos votos particulares en materia de acumulación de prestaciones en familias monoparentales o sobre el "control de corresponsabilidad judicial"  , sobre el concepto de "unidad familiar" en el acceso a la Renta Activa de Inserción (RAI),  sobre e derecho a indemnización por daño moral en casos de denegación empresarial injustificada del derecho a  conciliar familia y trabajo, sin que la situación de baja médica pueda neutralizarlo., o sobre el carácter  indirectamente discriminatorio de la indemnización civil por daño moral derivada de "pérdida de calidad de vida".
La sentencia del TSJ Canarias de 27 de julio de 2021, siendo también ponente, juzga con perspectiva de género la brecha salarial derivada de trabajos de igual valor tras el RDL 6/2019.  
En la sentencia del TSJ Canarias de 10 de febrero de 2022, se analiza el instituto de la prescripción con perspectiva de género en un caso de acoso sexual, entre otras sentencias.  
Ha defendido la utilización del lenguaje entendible por las personas menores de edad a las que afecta una Sentencia. Así lo hizo mediante voto particular en una Sentencia de 2025 que trataba sobre la discapacidad de un menor de edad con trastorno del espectro autista. 
En 2015, cofundó la Asociación de Mujeres Juezas de España (AMJE) de la que fue presidenta hasta 2019. Es miembro de la Asociación Juezas y Jueces para la democracia. Impulsó la aplicación del programa educativo en la igualdad de AMJE: “Educando en Justicia Igualitaria” (2016), en la isla de Lanzarote, premiado por la Delegación del Gobierno de España en 2018.
Desde mayo de 2018 es integrante de la Junta Directiva de la International Association of Women Jutges (IAWJ), siendo Directora de la Región de Europa, África del Norte y Oriente Medio. En 2021, fue reelegida para el cargo que ha ocupado hasta mayo de 2023.
Desde agosto de 2021 forma parte del Comité Internacional de apoyo a las juezas afganas de la International Association of Women Judges (IAWJ), habiendo recibido diversos premios por esta labor.

## Libros
- Trabajadores a tiempo parcial (Bosch- 2002- coautora)
- Mobbing: Análisis disciplinar y estrategia legal (Bosch 2006, coautora)

- La prostitución como trabajo autónomo (Bosch-2009, autora).
- Memento Práctico de Igualdad (Lefebvre-2019, varios autores)
- Derecho Laboral y de Seguridad Social, COVID-19 (Bomarzo-2020, coautora)
- La estrategia europea para la Igualdad de género 2020-2025. Un estudio multidisciplinar (Bomarzo-2020, coautora).[17]
- El escudo social frente a la pandemia ( Bomarzo, 2021, varios autores)
- Juzgar con perspectiva de género en el orden de lo social (Aranzadi, 2022, autora)
- Estereotipos de género en la justicia, perspectivas legales para erradicarlos” ( Ad-Hoc, 2024, varias autoras).

## Premios
- Premio Charter 100 (2018) a la trayectoria profesional en defensa de los DDHH de las mujeres, otorgado por la Asociación Charter 100 Gran Canaria.

- Premio de la Delegación del Gobierno en reconocimiento por la labor realizada contra la violencia de género (2018), en su calidad de presidenta de la Asociación de Mujeres Juezas de España, por impulsar en Lanzarote el programa “Educando en Justicia Igualitaria” desde el año 2016 hasta el momento actual.
- Premio Racimo de honor (2019), otorgado por su actividad profesional a favor de los derechos de las Mujeres, promovido por el Ayuntamiento de Jerez.
- Personalidad homenajeada en Duodécima Edición del Premio Madrid Convention Bureau 2019 otorgado por la Oficina de Turismo del Ayuntamiento de Madrid, en calidad de presidenta de la Asociación de Mujeres Juezas de España, en el XII Acto Recognition Night por la labor de promoción de la ciudad por motivo de la organización en esta ciudad del primer Congreso Internacional “Justicia con perspectiva de género” (abril 2019).
- Premio Igualdad PSOE Ana Tutor  (2019).
- Premio LENA MADESIN PHILLIPS- (2020), “Mujer que reinventa el Mundo” de la Asociación de Empresarias y Profesionales BPW_Madrid.[18]
- Premio Charter 100 (2022)  como integrante del Comité Internacional  de Apoyo a las Juezas Afganas de la International Assopciation of Women Judges (IAWJ) ,por la  defensa de los DDHH de las mujeres, otorgado por la Asociación Charter 100 Gran Canaria.[19]
- -Premio “Bolch Prize for the Rule of Law” otorgado por el Bolch Judicial Institute of Duke Law (EEUU) como integrante del Comité Internacional de apoyo a las Juezas afganas de la International Association of Women Judges (IAWJ) , por la labor de apoyo en la evacuación y reasentamiento en estados democráticos de las juezas afgana, en marzo de 2023.[20]
- Premio otorgado como integrante del Comité Internacional de la International Association of Women Judges  (IAWJ) por su trabajo de apoyo a las juezas afganas otorgado en la Conferencia Bienal de la IAWJ del 11 al 14 de mayo de 2023.
- Premio WOMEN Business and Justice European Forum Award 2023 otorgado  en la Ciudad de Barcelona por el Ilustre Colegio de la Abogacía de Barcelona, en fecha 30 de noviembre de 2023.